# Лановецька районна рада
Лановецька районна рада — орган місцевого самоврядування у Лановецькому районі Тернопільської області з центром у місті Ланівці.

## Депутатський склад з 2010 року
1. Антощук Лариса Петрівна
2. Арзуманян Арзуман Вахтангович
3. Арзуманян Вахтанг Генріхович
4. Баб’юк Микола Володимирович
5. Балацька Марія Оксентіївна
6. Батожна Світлана Олексіївна
7. Блажейчук Олександр Павлович
8. Богатюк Микола Степанович
9. Бойко Володимир Богданович
10. Вітрук Ярослав Сергійович
11. Горощук Володимир Якимович
12. Гулько Омелян Миколайович
13. Дарморост Віктор Павлович
14. Дем’янюк Василь Стахович
15. Денчик Ярослав Федорович
16. Довгалюк Володимир Михайлович
17. Дяченко Василь Іванович
18. Зиско Володимир Святославович
19. Іванова Раїса Олександрівна
20. Казновецький Віктор Лук’янович
21. Кізюк Тетяна Іванівна
22. Ковальчук Степан Карпович
23. Комаринець Володимир Єрмолайович
24. Козира Володимир Акісович
25. Костюк Олександр Степанович
26. Кухарський Анатолій Овксентійович
27. Кухарський Григорій Володимирович
28. Кравчук Володимир Аркадійович
29. Кушнір Руслана Миколаївна
30. Лизун Петро Іванович
31. Лісовий Олександр Степанович
32. Луцюк Ярослав Талимонович
33. Мокей Людмила Іванівна
34. Морозюк Віктор Михайлович
35. Паламарчук Ірина Джонівна
36. Петровський Віктор Анатолійович
37. Періг Микола Іванович
38. Поплавський Юрій Мар’янович
39. Ратушко Ярослав Андрійович
40. Рибачук Тетяна Євгеніївна
41. Романюк Іван Іванович
42. Слободюк Петро Васильович
43. Слюсар Василь Леонтійович
44. Софіюк Леонід Миколайович
45. Суліма Микола Денисович
46. Теслюк Василь Євгенович
47. Трачук Володимир Іванович
48. Ткачук Віталій Андрійович
49. Хміль Ігор Леонідович
50. Ходанович Сергій Вікторович
51. Хрущ Вячеслав Іванович
52. Шандрук Володимир Васильович
53. Шпільман Тарас Ярославович
54. Шустак Іван Іванович